# Hiroki Iikura
Hiroki Iikura (født 1. juni 1986) er en japansk fodboldspiller.
Han har spillet for flere forskellige klubber i sin karriere, herunder Yokohama F. Marinos.